# Notommata doneta
Notommata doneta är en hjuldjursart som beskrevs av Harry K. Harring och Myers 1924. Notommata doneta ingår i släktet Notommata och familjen Notommatidae. Inga underarter finns listade i Catalogue of Life.